# Saatukkajärvi
Saatukkajärvi är en sjö i Kiruna kommun i Lappland och ingår i Torneälvens huvudavrinningsområde. Sjön har en area på 0,0577 kvadratkilometer och ligger 448 meter över havet. Saatukkajärvi ligger i Pessinki fjällurskog Natura 2000-område. Sjön avvattnas av vattendraget Keskukursu.

## Delavrinningsområde
Saatukkajärvi ingår i det delavrinningsområde (756967-177959) som SMHI kallar för Mynnar i Luongasjoki. Medelhöjden är 465 meter över havet och ytan är 11,3 kvadratkilometer. Det finns inga avrinningsområden uppströms utan avrinningsområdet är högsta punkten. Keskukursu som avvattnar avrinningsområdet har biflödesordning 4, vilket innebär att vattnet flödar genom totalt 4 vattendrag innan det når havet efter 423 kilometer. Avrinningsområdet består mestadels av skog (69 procent) och sankmarker (25 procent). Avrinningsområdet har 0,17 kvadratkilometer vattenytor vilket ger det en sjöprocent på 1,5 procent.